# Драфт НБА 2002
Драфт НБА 2002 року відбувся 26 червня в Медісон-сквер-гарден у Нью-Йорку. Команди Національної баскетбольної асоціації (NBA) по черзі вибирали найкращих випускників коледжів, а також інших кандидатів, офіційно зареєстрованих для участі в драфті, зокрема іноземців. Його транслював наживо телеканал TNT. за даними НБА 42 випускників коледжів і середніх шкіл, а також 5 іноземців, подали заявки на участь у драфті. Під час драфтової лотереї Чикаго Буллз і Голден-Стейт Ворріорс обидва мали 22,5 відсотки ймовірності отримати перший загальний драфт-пік, але він дістався Х'юстон Рокетс, який мав шанс 8.9 відсотка. Буллз і Ворріорз здобули друге і третє право на вибір відповідно. Як покарання за перевищення стелі зарплатні у сезоні 2000–2001, Міннесоту Тімбервулвз позбавили її драфт-піку першого раунду.
Драфт 2002 року встановив рекорд на той час за кількістю вибраних закордонних гравців - 17, із них шестеро в першому раунді.
Драфт відзначається відносною слабкістю гравців за межами кількох проспектів. Самих же проспектів потім переслідували травми упродовж кар'єри і вони змушені були через це передчасно її завершити. Серед них Яо Мін, Джей Вільямс та Дажуан Вагнер. Втім Yao обрали до баскетбольної зали слави Нейсміта - вибір на цьому драфті наступна гра спортсмена сприяли популяризації баскетболу в Китаї.

## Драфт

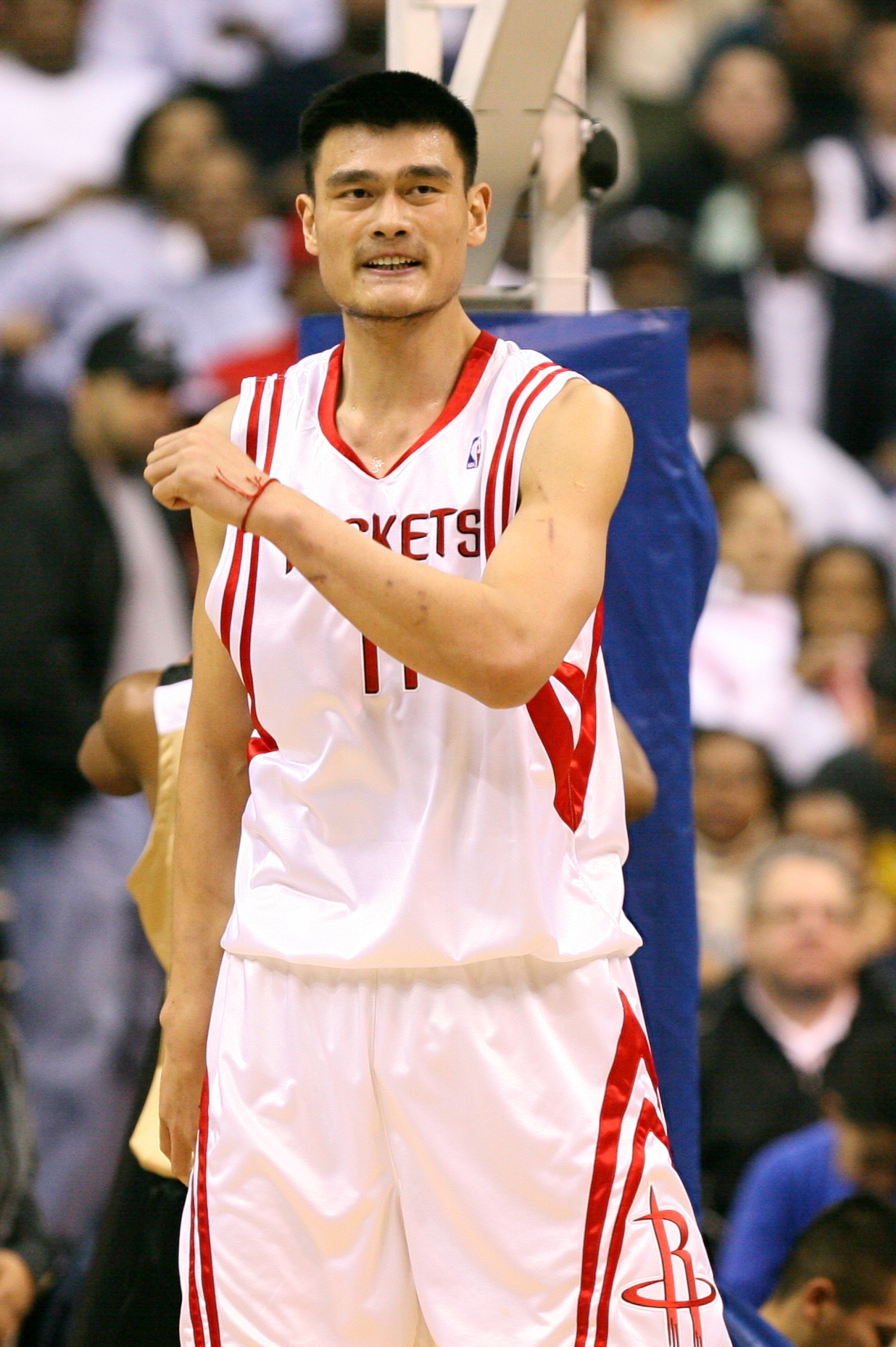
Яо Мін, 1-й пік

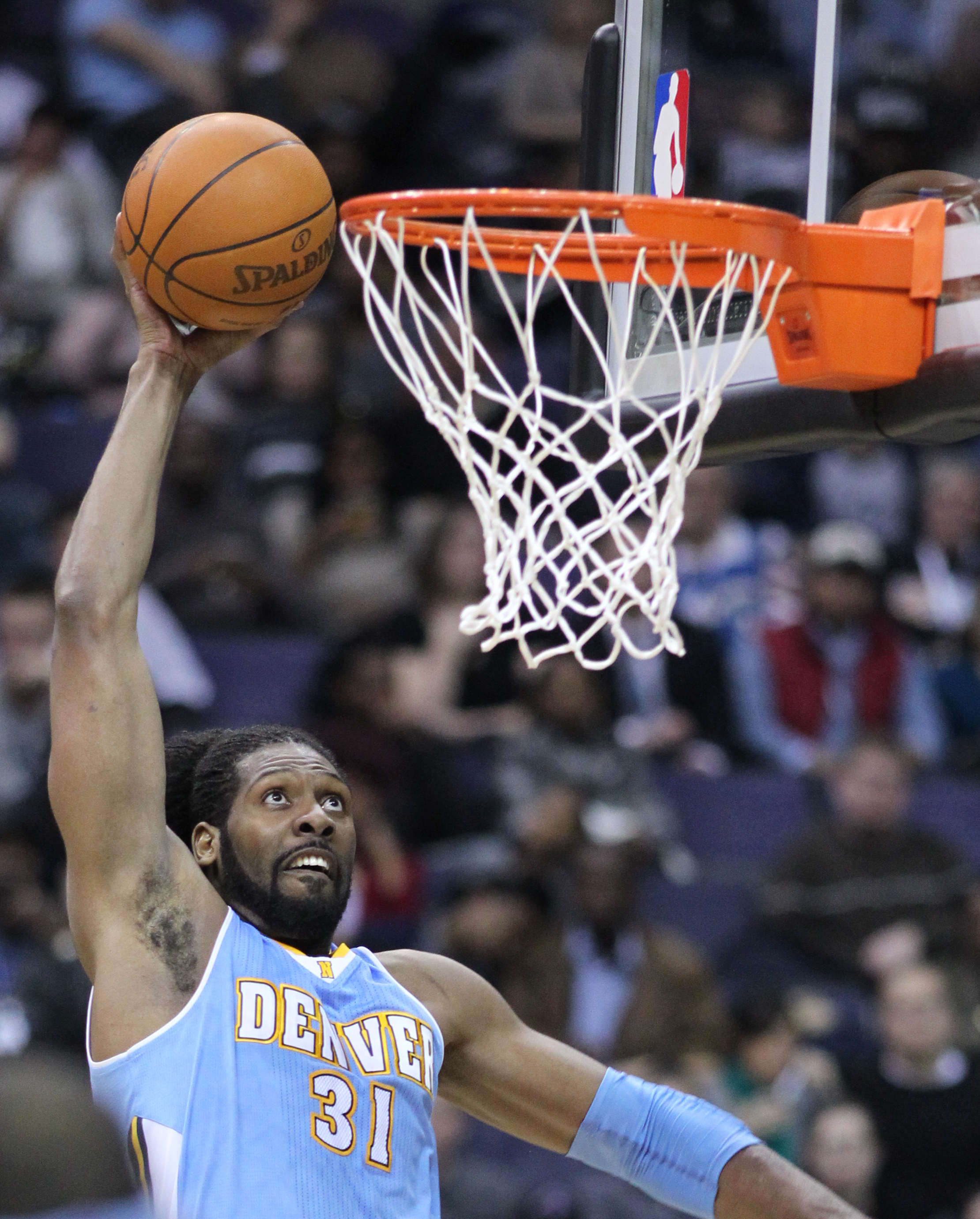
Нене, 7-й пік

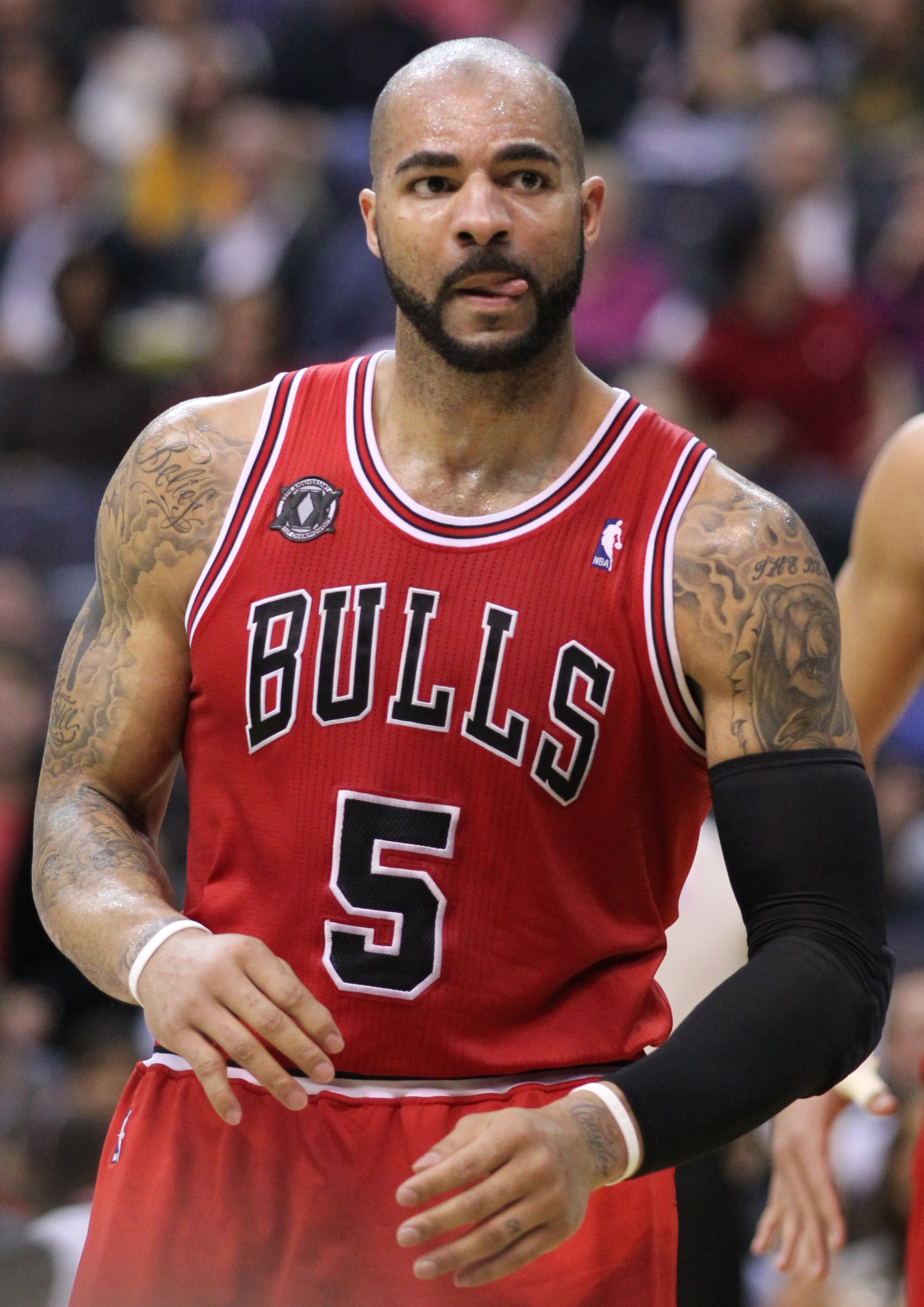
Карлос Бузер, 35-й пік

| G | Захисник | РЗ | Розігруючий захисник | АЗ | Атакувальний захисник | F | Нападник | ЛФ | Легкий форвард | ВФ | Важкий форвард | C | Центровий |

| ^ | Позначає гравців, обраних у Баскетбольну залу слави Нейсміта                                                        |
| * | Позначає гравців, які взяли участь принаймні в одній грі матчу всіх зірок НБА і потрапили до Збірної всіх зірок НБА |
| + | Позначає гравців, які взяли участь принаймні в одній грі матчу всіх зірок НБА                                       |
| x | Позначає гравців, які принаймні один раз потрапили до Збірної всіх зірок НБА                                        |
| # | Позначає гравців, які жодного разу не грали в регулярному сезоні НБА або плей-оф                                    |

| Раунд | Вибір | Гравець                  | Позиція | Громадянство                | Команда НБА                                                                     | Школа/клуб                                                      |
| ----- | ----- | ------------------------ | ------- | --------------------------- | ------------------------------------------------------------------------------- | --------------------------------------------------------------- |
| 1     | 1     | Яо Мін^                  | C       | КНР                         | Х'юстон Рокетс                                                                  | Шанхай Шаркс (China)                                            |
| 1     | 2     | Джей Вільямс             | РЗ      | США                         | Чикаго Буллз                                                                    | Дьюк (Дж.)                                                      |
| 1     | 3     | Майк Данліві (молодший)  | ЛФ      | США                         | Голден-Стейт Ворріорс                                                           | Дьюк (Дж.)                                                      |
| 1     | 4     | Дрю Гуден                | ВФ      | США                         | Мемфіс Ґріззліс                                                                 | Канзас (Дж.)                                                    |
| 1     | 5     | Ніколоз Цкітішвілі       | F/C     | Грузія                      | Денвер Наггетс                                                                  | Бенеттон Тревізо (Італія)                                       |
| 1     | 6     | Дажуан Вагнер            | G       | США                         | Клівленд Кавальєрс                                                              | Мемфіс (Фр.)                                                    |
| 1     | 7     | Нене                     | ВФ      | Бразилія                    | Нью-Йорк Нікс (проданий у Денвер)                                               | Васко да Гама (Бразилія)                                        |
| 1     | 8     | Кріс Вілкокс             | F/C     | США                         | Лос-Анджелес Кліпперс (від Атланта)                                             | Меріленд (Соф.)                                                 |
| 1     | 9     | Амаре Стадемаєр*         | F/C     | США                         | Фінікс Санз                                                                     | СШ Кіпресс Крік (Орландо) СШ Ср.                                |
| 1     | 10    | Керон Батлер+            | ЛФ      | США                         | Маямі Гіт                                                                       | Коннектикут (Соф.)                                              |
| 1     | 11    | Джеред Джеффріс          | F       | США                         | Вашингтон Візардс                                                               | Індіана (Соф.)                                                  |
| 1     | 12    | Мелвін Ілі               | ВФ      | США                         | Лос-Анджелес Кліпперс                                                           | Фресно Стейт (Ср.)                                              |
| 1     | 13    | Маркус Гайсліп           | ВФ      | США                         | Мілвокі Бакс                                                                    | Теннессі (Дж.)                                                  |
| 1     | 14    | Фред Джоунс              | АЗ      | США                         | Індіана Пейсерз                                                                 | Орегон (Ср.)                                                    |
| 1     | 15    | Боштян Нахбар            | ЛФ      | Словенія                    | Х'юстон Рокетс (від Торонто)                                                    | Бенеттон Тревізо (Італія)                                       |
| 1     | 16    | Їрі Велш                 | G/F     | Чехія                       | Філадельфія Севенті-Сіксерс (проданий у Голден-Стейт)                           | Юніон Олімпія (Словенія and Адріатична ліга) 1980               |
| 1     | 17    | Жуан Діксон              | G       | США                         | Вашингтон Візардс (від Нью-Орлінс)                                              | Меріленд (Ср.)                                                  |
| 1     | 18    | Кертіс Борчардт          | C       | США                         | Орландо Меджик (проданий у Юта)                                                 | Стенфорд (Дж.)                                                  |
| 1     | 19    | Раян Гамфрі              | ВФ      | США                         | Юта Джаз (проданий у Орландо)                                                   | Нотр-Дам (Ср.)                                                  |
| 1     | 20    | Карім Раш                | АЗ      | США                         | Торонто Репторз (від Сіетл через Нью-Йорк, проданий у Лос-Анджелес Лейкерс)     | Міссурі (Дж.)                                                   |
| 1     | 21    | Кінтел Вудс              | ЛФ      | США                         | Портленд Трейл-Блейзерс                                                         | СК Північно-Східного Міссісіпі (Соф.)                           |
| 1     | 22    | Кейсі Джекобсен          | АЗ      | США                         | Фінікс Санз (від Бостон)                                                        | Стенфорд (Дж.)                                                  |
| 1     | 23    | Тайшон Прінс             | ЛФ      | США                         | Детройт Пістонс                                                                 | Кентуккі (Ср.)                                                  |
| 1     | 24    | Ненад Крстич             | F/C     | Союзна Республіка Югославія | Нью-Дже́рсі Нетс                                                                 | Партизан Белград (Sinalco Superleague and Адріатична ліга)      |
| 1     | 25    | Френк Вільямс            | РЗ      | США                         | Денвер Наггетс (від Даллас, проданий у Нью-Йорк)                                | Іллінойс (Дж.)                                                  |
| 1     | 26    | Джон Салмонс             | G/F     | США                         | Сан-Антоніо Сперс (проданий у Філадельфія)                                      | Маямі (Ср.)                                                     |
| 1     | 27    | Кріс Джефрріс            | ЛФ      | США                         | Лос-Анджелес Лейкерс (проданий у Торонто)                                       | Фресно Стейт (Дж.)                                              |
| 1     | 28    | Ден Дікау                | РЗ      | США                         | Сакраменто Кінґс (проданий у Атланта)                                           | Гонзага (Ср.)                                                   |
| 1     | 29    | Позбавлена драфт-піку    |         |                             | Міннесота Тімбервулвз (позбавлена драфт-піку через перевищення стелі зарплатні) |                                                                 |
| 2     | 30    | Стів Логан#              | РЗ      | США                         | Голден-Стейт Ворріорс                                                           | Цинциннаті (Ср.)                                                |
| 2     | 31    | Роджер Мейсон (молодший) | АЗ      | США                         | Чикаго Буллз                                                                    | Вірджинія (Дж.)                                                 |
| 2     | 32    | Роберт Арчібальд         | ВФ      | Велика Британія Шотландія   | Мемфіс Ґріззліс                                                                 | Іллінойс (Ср.)                                                  |
| 2     | 33    | Вінсент Ярбро            | ЛФ      | США                         | Денвер Наггетс                                                                  | Теннессі (Ср.)                                                  |
| 2     | 34    | Дан Гадзурич             | C       | Нідерланди                  | Мілвокі Бакс (від Х'юстон)                                                      | УКЛА (Ср.)                                                      |
| 2     | 35    | Карлос Бузер*            | ВФ      | США                         | Клівленд Кавальєрс                                                              | Дьюк (Дж.)                                                      |
| 2     | 36    | Мілош Вуянич#            | РЗ      | Союзна Республіка Югославія | Нью-Йорк Нікс                                                                   | Партизан Белград (Sinalco Superleague and Adriatic League) 1980 |
| 2     | 37    | Девід Андерсен           | C       | Австралія                   | Атланта Гокс                                                                    | Virtus Bologna (Італія) 1980                                    |
| 2     | 38    | Тіто Маддокс             | РЗ      | США                         | Х'юстон Рокетс (від Маямі)                                                      | Фресно Стейт (Соф.)                                             |
| 2     | 39    | Род Гріззард#            | АЗ      | США                         | Вашингтон Візардс (від Фінікс через Денвер)                                     | Алабама (Дж.)                                                   |
| 2     | 40    | Хуан Карлос Наварро      | РЗ      | Іспанія                     | Вашингтон Візардс                                                               | Барселона (Іспанія) 1980                                        |
| 2     | 41    | Маріо Касун              | C       | Хорватія                    | Лос-Анджелес Кліпперс                                                           | Opel Skyliners (Німеччина) 1980                                 |
| 2     | 42    | Роналд Маррей            | АЗ      | США                         | Мілвокі Бакс                                                                    | Шоу (Ср.)                                                       |
| 2     | 43    | Джейсон Дженнінгс#       | C       | США                         | Портленд Трейл-Блейзерс (від Торонто через Чикаго)                              | Арканзас Стейт (Ср.)                                            |
| 2     | 44    | Лонні Бакстер            | ВФ      | США                         | Чикаго Буллз (від Індіана)                                                      | Меріленд (Ср.)                                                  |
| 2     | 45    | Сем Кленсі (молодший)#   | ВФ      | США                         | Філадельфія Севенті-Сіксерс                                                     | УПК (Ср.)                                                       |
| 2     | 46    | Метт Барнс               | ЛФ      | США                         | Мемфіс Ґріззліс (від Орландо)                                                   | УКЛА (Ср.)                                                      |
| 2     | 47    | Джамал Семпсон           | C       | США                         | Юта Джаз (проданий у Орландо)                                                   | Каліфорнія (Фр.)                                                |
| 2     | 48    | Кріс Оуенс               | ВФ      | США                         | Мілвокі Бакс (від Нью-Орлінс, проданий у Мемфіс)                                | Техас (Ср.)                                                     |
| 2     | 49    | Петер Фезе#              | ВФ      | Німеччина                   | Сіетл Суперсонікс                                                               | Halle (Німеччина) 1983                                          |
| 2     | 50    | Дарюс Сонгайла           | ВФ      | Литва                       | Бостон Селтікс                                                                  | Вейк Форест (Ср.)                                               |
| 2     | 51    | Федеріко Каммеріхс#      | ЛФ      | Аргентина                   | Портленд Трейл-Блейзерс                                                         | Оренсе (Іспанія) 1980                                           |
| 2     | 52    | Маркус Тейлор#           | РЗ      | США                         | Міннесота Тімбервулвз                                                           | Мічиган Стейт (Соф.)                                            |
| 2     | 53    | Резуал Батлер            | ЛФ      | США                         | Маямі Гіт (від Детройт через Торонто і Х'юстон)                                 | Ла Саль (Ср.)                                                   |
| 2     | 54    | Тамар Слей               | АЗ      | США                         | Нью-Дже́рсі Нетс                                                                 | Маршалл (Ср.)                                                   |
| 2     | 55    | Младен Шекуларац#        | АЗ      | Союзна Республіка Югославія | Даллас Маверікс                                                                 | FMP Železnik (Чемпіонат Сербії і Адріатична ліга) 1981          |
| 2     | 56    | Луіс Скола               | ВФ      | Аргентина                   | Сан-Антоніо Сперс (від ЛА Лейкерс)                                              | TAU Cerámica (Іспанія) 1980                                     |
| 2     | 57    | Ренді Голкомб            | ВФ      | США · Лівія                 | Сан-Антоніо Сперс (проданий у Філадельфія)                                      | Сан-Дієго Стейт (Ср.)                                           |
| 2     | 58    | Корслі Едвардс           | ВФ      | США                         | Сакраменто Кінґс                                                                | Центральний Коннектикут (Ср.)                                   |

1. ↑  Громадянство означає національну збірну гравця, або яку країну він представляє. Якщо гравець не грав на міжнародному рівні, тоді цей пункт означає за збірну якої країни він може грати за правилами FIBA.

## Помітні гравці, яких не задрафтовано
Цих гравців не вибрала жодна команда, але вони зіграли принаймні по одній грі в НБА.
| Гравець            | Позиція | Громадянство         | Школа/клуб            |
| ------------------ | ------- | -------------------- | --------------------- |
| Девін Браун        | SG      | США                  | УТСА (Sr.)            |
| Джош Девіс         | PF/SF   | США                  | Вайомінг (Sr.)        |
| Реджі Еванс        | PF      | США                  | Айова (Sr.)           |
| Лінн Грір          | PG/SG   | США                  | Темпл (Sr.)           |
| Ентоні Гранді      | PG/SG   | США                  | НК Стейт (Sr.)        |
| Юдоніс Гаслем      | C       | США                  | Флорида (Sr.)         |
| Лінтон Джонсон     | SF      | США                  | Талені (Sr.)          |
| Арвідас Маціяускас | SG      | Литва                | Летувос Рітас (Литва) |
| Кіт МакЛауд        | PG      | США                  | Боулінг Грін (Sr.)    |
| Джаннеро Парго     | PG      | США                  | Арканзас (Sr.)        |
| Смаш Паркер        | G       | США                  | Фордем (So.)          |
| Предраг Савович    | SG      | Сербія та Чорногорія | Гаваї (Sr.)           |
| Ові Сторі          | PF/SF   | США                  | Аризона Стейт (Sr.)   |
| Юта Табуз          | PG      | Японія               | БЯУ–Гаваї (Fr.)       |